# Anton Amel'čanka
Anton Dem'janovič Amel'čanka (in bielorusso Антон Демьянович Амельчанка?; in russo Антон Демьянович Амельченко?; traslitterazione anglosassone: Anton Amelchenko; Homel', 27 marzo 1985) è un ex calciatore bielorusso, di ruolo portiere.

## Palmarès

### Club

#### Competizioni nazionali
- Coppa di Russia: 1

Rostov: 2013-2014